# Menais
Menais es un género de plantas con flores perteneciente a la familia Boraginaceae. Comprende dos especies.

## Taxonomía
El género fue descrito por Pehr Löfling y publicado en Iter Hispanicum 306. 1758. La especie tipo es: Menais topiaria.

## Especies
- Menais blanda
- Menais topiaria